# Fritz Kahn
Fritz Kahn (Halle, 29 settembre 1888 – Locarno, 14 gennaio 1968) è stato un divulgatore scientifico e saggista tedesco.

## Biografia
Nato nel 1888, era di origine ebraica ed era figlio del medico e scrittore Arthur Kahn. Emigrò con la famiglia negli Stati Uniti d'America, tornando in Germania dopo tre anni, stabilendosi a Berlino.
Si laureò in medicina all'Università tecnica di Berlino nel 1907, con specializzazione in ginecologia, venendo abilitato nel 1913. Era inoltre appassionato di microbiologia, meteorologia e filosofia.
Prima della guerra pubblicò nel 1914 suo primo libro, "Die Milchstraße", che ottenne un grande riscontro di pubblico.
Nella prima guerra mondiale fu medico sul fronte, dove debilitato e malnutrito su soccorso e curato da una famiglia italiana, e successivamente per riprendersi si trasferì temporaneamente in Algeria.

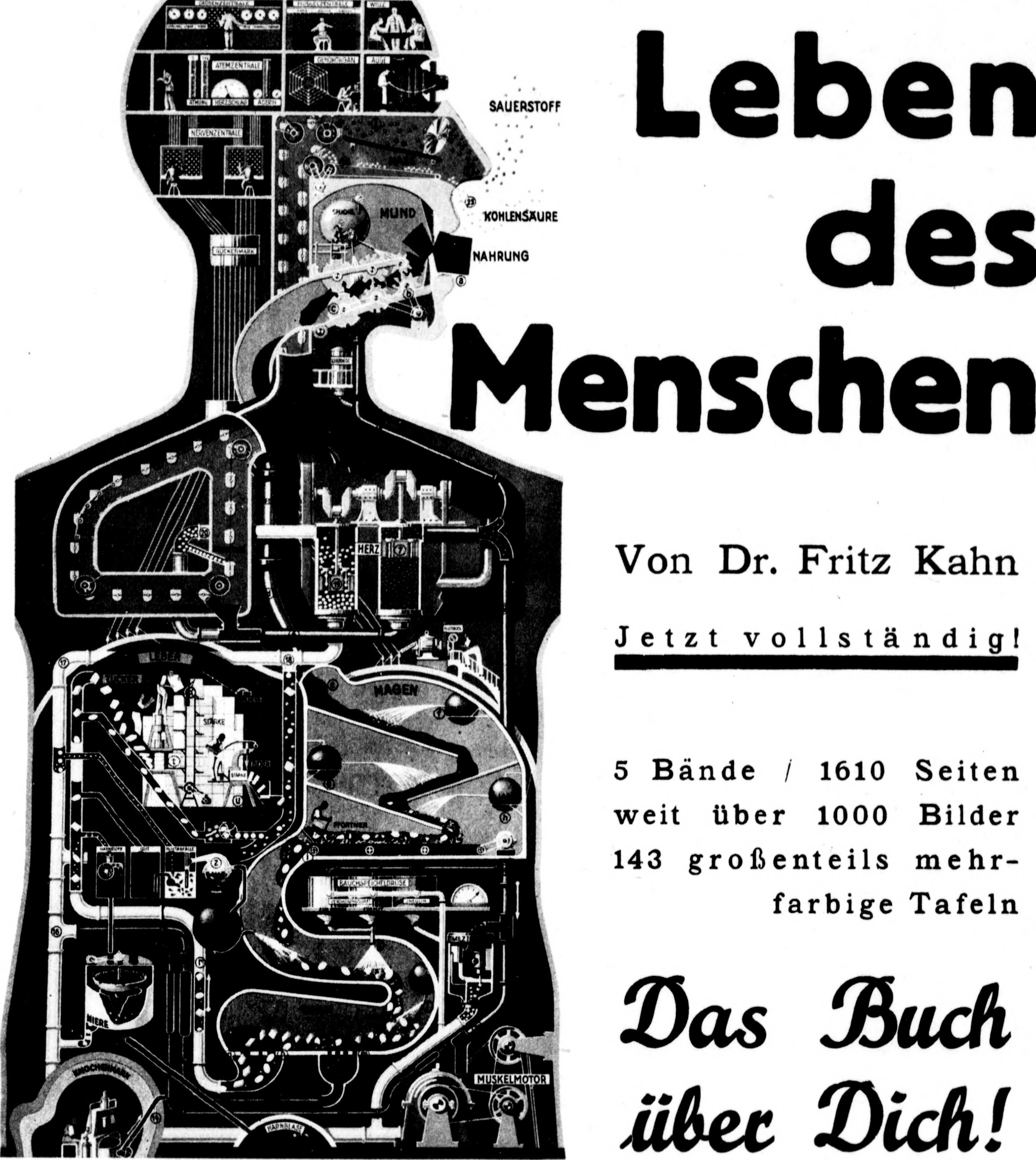
Das Leben des Menschen

Si distinse come divulgatore scientifico, pubblicando numerosi libri, che si caratterizzavano per le caratteristiche illustrazioni ideate da Kahn stesso con cui, usando anche un linguaggio semplice e accessibile, spiegava le più disparate discipline. Una delle illustrazioni più note è il poster "Der Mensch als Industriepalast" (L'uomo-fabbrica), nel quale il corpo umano viene trasformato graficamente in una vera propria fabbrica, con macchinari, operai e dirigenti. Per il suo approccio alla divulgazione è considerato uno dei padri dell'infografica.
Pubblicò poi nel 1919 "Die Zelle" e nel 1921 "Die Juden als Rasse und Kulturvolk" e la serie di cinque volumi illustrati "Das Leben des Menschen", pubblicati tra il 1922 al 1931, ottenendo un sempre maggiore successo.
Nel 1933, con la salita al potere di Adolf Hitler in Germania, Kahn fuggì dapprima a Gerusalemme, poi a Parigi ed infine negli Stati Uniti d'America grazie all'intercessione di Albert Einstein.
Dopo la seconda guerra mondiale tornò in Europa, legandosi molto al Canton Ticino, abitando dal 1948 al 1950 ad Ascona e trascorrendo molto tempo a Lugano negli anni '50. Dopo essere stato ricoverato nell'autunno 1967 ad Ascona, morì a Locarno nel gennaio 1968.
A Kahn ed alla sua opera è dedicata la monografia "Fritz Kahn. Infographics pioneer", pubblicata dalla Taschen nel 2017 e curata dai fratelli Uta e Thilo von Debschitz.

## Opere
- Das Versehen der Schwangeren in Volksglaube und Dichtung, 1912
- Die Milchstraße, Kosmos, Franckh’sche Verlagshandlung, 1914
- Die Zelle, Kosmos, Franckh’sche Verlagshandlung, 1919
- Die Juden als Rasse und Kulturvolk, 1920
- Das Leben des Menschen I, 1922
- Das Leben des Menschen II, 1924
- Das Leben des Menschen III, 1926
- Das Leben des Menschen IV, 1929
- Das Leben des Menschen V, 1931
- Unser Geschlechtsleben – ein Führer und Berater für jedermann, 1937
- Der Mensch gesund und krank I–II, 1939
- Der Mensch, Bau und Funktionen unseres Körpers, 1940
- First Aid – Popular, 1942
- Man in Structure and Function I–II, 1943
- Das Atom – endlich verständlich, 1949
- Das Buch der Natur I–II, 1952
- Design of the Universe: The Heavens and the Earth, 1954
- Die Weltuhr – aus der Geschichte des Erdballs, 1955
- Vogelvolk – vom Ur-Vogel bis zum Adler, 1956
- Muss Liebe blind sein – Schule des Liebes- und Eheglücks, 1957
- Sternenrätsel – von der Arbeit des Astronomen, 1957
- Die neun Planeten – Kinder der Sonne,  1957
- Kräfte der Natur – Winde, Wolken, Wüsten, 1958
- The Human Body, 1965
- Knaurs Buch vom menschlichen Körper 1967